# Aino Saari
Aino Saari, född 5 april 1895, död 2 mars 1963, var en amerikafinländsk sopransångerska och skådespelare. 
På 1920-talet var Saari känd operettskådespelare vid de amerikafinländska scenerna i New York. Åren 1926–1928 gjorde Saari tolv skivinspelningar, bland annat tillsammans med Bruno Reibolds orkester. Några av sångerna var komponerade av William E. Stein.

## Skivinspelningar

### 26.10. 1926
- Mustalaisruhtinatar
- Sorakumpujen vainajille (text: Frank Lindros)
- Tehtaassa

Ackompanjemang: okänd orkester

### 9.11. 1927
- Ei kyytimies kiirettä oo
- Inga pieni (text: Wäinö Sola)
- Kesävirkitystä

Ackompanjemang: Bruno Reibolds orkester

### 10.11. 1927
- Merellä
- Sulle (text: Anna Stein, melodi: William E. Stein)

Ackompanjemang: Bruno Reibolds orkester

### 24.1. 1928
- Babette
- Kuutamoyö
- Soita mustalainen soita
- Venäläinen kehtolaulu

Ackompanjemang: okänd orkester